# Vrouwenbeweging
De vrouwenbeweging is de sociale beweging die streeft naar gelijke rechten en een volwaardige plaats in de samenleving voor vrouwen, oftewel vrouwenemancipatie.
In de Westerse wereld was de beweging vooral actief tijdens de eerste, de tweede en de derde feministische golf. Tijdens de eerste periode aan het einde van de negentiende en het begin van de twintigste eeuw werd vooral gestreden voor het vrouwenkiesrecht, maar ook voor toelating tot het universitair onderwijs.
Vooral de tweede periode wordt echter aangeduid als de vrouwenbeweging. Deze tweede golf vond plaats gedurende de jaren 1960, 1970 en 1980. Dit was onderdeel van een bredere maatschappelijke verandering na de Tweede Wereldoorlog waarvan de kiem daarvoor al was gelegd. De invoering van de leerplicht in vele westerse landen betekenden dat vrouwen meer mogelijkheden kregen, terwijl tussen beide wereldoorlogen de elektrificatie van het huishouden op gang kwam. Huishoudelijke apparatuur kon klein genoeg gemaakt worden, waardoor huishoudelijke taken eenvoudiger en minder tijdrovend werden. Met de opkomst van automatisering en de groei van de dienstensector nam het aantal beroepen toe waarbij fysieke kracht een ondergeschikte rol speelt.
Hoewel de mogelijkheden toenamen, betekende dit niet dat de cultuur er klaar voor was. Voor de industriële revolutie was het hele gezin een productie-eenheid, waar vrouwen en kinderen aan bijdroegen. Dit was ook nog het geval aan het begin van de industrialisatie, maar door schrijnende gevallen van uitbuiting werd vooral de inzet van kinderen aan banden gelegd. Een groeiende welvaart liet steeds meer toe dat ook de vrouw zich onttrok aan het fabriekssysteem en gaandeweg ontstond in de burgerlijke samenleving het kostwinnersmodel met een grote nadruk op 'van nature gegeven' vrouw/man-verschillen. De gehuwde vrouw moest zich volledig bezighouden met gezin en huishouden. Illich noemde dit schaduwarbeid en stelde dat loonarbeid slechts mogelijk is dankzij het bestaan hiervan. Aanvankelijk was er nog geen sprake van buitensluiting aangezien er nog een economische noodzaak was voor vrouwen en kinderen om te werken. Gaandeweg werden vrouwen echter steeds meer buitengesloten. Soms was dit impliciet, maar het kwam ook voor in expliciete vorm, zoals het arbeidsverbod dat in Nederland gold tot 1957 voor gehuwde vrouwen in overheidsdienst.
Met het ontstaan van de consumptiemaatschappij werd echter individuele ontplooiing geleidelijk belangrijker. Zo ontstond een jeugdcultuur die zich juist afzette tegen de oudere generatie. Bestaande structuren en normen en waarden verdwenen niet direct, maar werden vanaf toen wel ter discussie gesteld. Gezag was niet langer vanzelfsprekend, maar afhankelijker van vaardigheid. Flowerpower, de hippie-leefstijl en vrij druggebruik waaiden over uit Californië, terwijl de seksuele revolutie de moraal op dat terrein vrijer maakte. Ook de vrouwenbeweging was hier onderdeel van.
Een vroege uiting hiervan was De tweede sekse uit 1949 van Simone de Beauvoir. Zij stelde dat de positie van de vrouw al sinds de eerste feministische golf niet meer verbeterd was en dat er een einde moest komen aan de economische afhankelijkheid van de vrouw. Dit zou ook de man ten goede komen omdat volgens De Beauvoir iedereen meer vrijheid geniet in een wereld waarin man en vrouw gelijkwaardig zijn.
In 1963 verscheen van The Feminine Mystique van Betty Friedan. Hierin beschreef zij onder meer de afstomping die het huisvrouwenbestaan volgens haar regelmatig tot gevolg had, het huisvrouwensyndroom. Het boek was een groot succes en zou het begin zijn van de vrouwenbeweging. In de jaren 1990 verdween deze beweging echter vrijwel volledig. Hoewel de arbeidsparticipatie en het opleidingsniveau van vrouwen tegenwoordig sterk is gestegen, hebben zij op de arbeidsmarkt nog steeds een achterstand.